# Tučapy (kraj zliński)
Tučapy – gmina w Czechach, w powiecie Uherské Hradiště, w kraju zlińskim. Według danych z dnia 1 stycznia 2012 liczyła 250 mieszkańców.